# Курц, Себастьян
Себастья́н Курц (нем. Sebastian Kurz; род. 27 августа 1986[…], Вена) — австрийский политический и государственный деятель.
Федеральный канцлер Австрии (18 декабря 2017 — 27 мая 2019, 7 января 2020 — 9 октября 2021). Ранее занимал должность министра иностранных дел Австрии (2013—2017). Председатель Австрийской народной партии с 2017 по 2021 год. 9 октября 2021 года заявил об уходе в отставку с должности федерального канцлера.

## Ранние годы и образование
Себастьян Курц родился в семье инженера и учительницы и вырос в 12-м районе Вены, Майдлинге, где проживает и до настоящего времени. Поступил в федеральную гимназию на Эрльгассе в 1996 году, и после сдачи выпускного экзамена в 2004 году прошёл обязательную военную службу, в 2004—2005 годах, в Вооружённых силах Австрии. Затем поступил на юридический факультет Венского университета. На момент назначения на должность государственного секретаря по делам интеграции в 2011 году у него шёл тринадцатый семестр обучения.

## Карьера

### Начало политической карьеры
Курц вступил в молодёжную организацию Австрийской народной партии в 17 лет, а в 23 года возглавил его венский комитет. В 2009 году он был избран председателем молодёжной организации АНП. В 2010—2011 годах Курц входил в состав Городского совета Вены.
В апреле 2011 года Курц был назначен на вновь созданную должность государственного секретаря по делам интеграции (часть федерального министерства внутренних дел Австрии). На всеобщих выборах в Австрии в 2013 году избран в Национальный совет Австрии.

### Министр иностранных дел Австрии
16 декабря 2013 года 27-летний Курц был назначен на должность министра иностранных дел Австрии во втором кабинете Вернера Файмана. Полномочия главы внешнеполитического ведомства Австрии были расширены по просьбе Курца и включали также вопросы социальной интеграции. На момент своей присяги Себастьян Курц являлся самым молодым министром правительства Австрии с момента основания республики, самым молодым министром иностранных дел в Европейском союзе и в мире.
В качестве министра иностранных дел Австрии был председателем ОБСЕ с 1 января по 18 декабря 2017 года.

### Федеральный канцлер Австрии

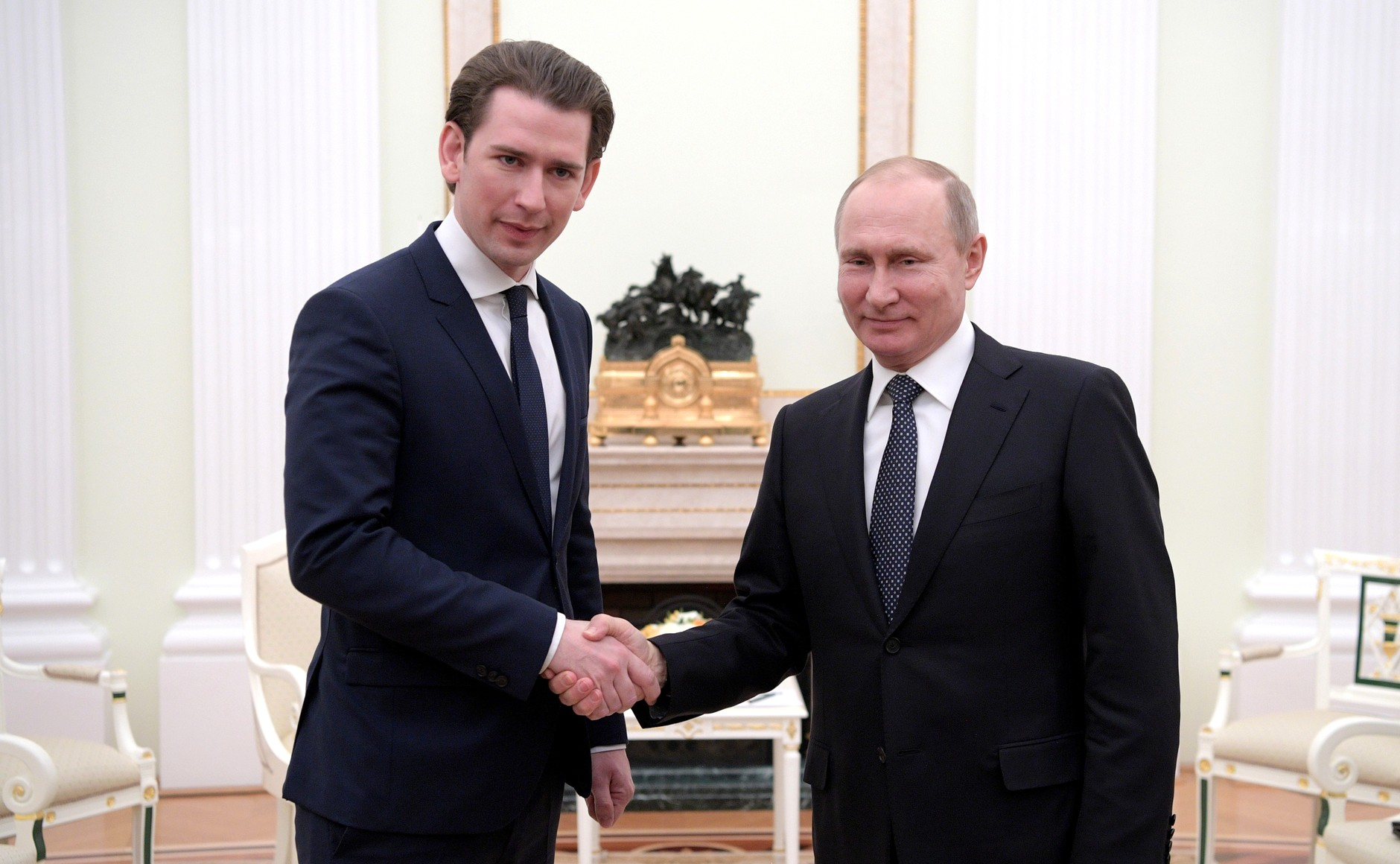
С Президентом России Владимиром Путиным. Москва, 28 февраля 2018 года

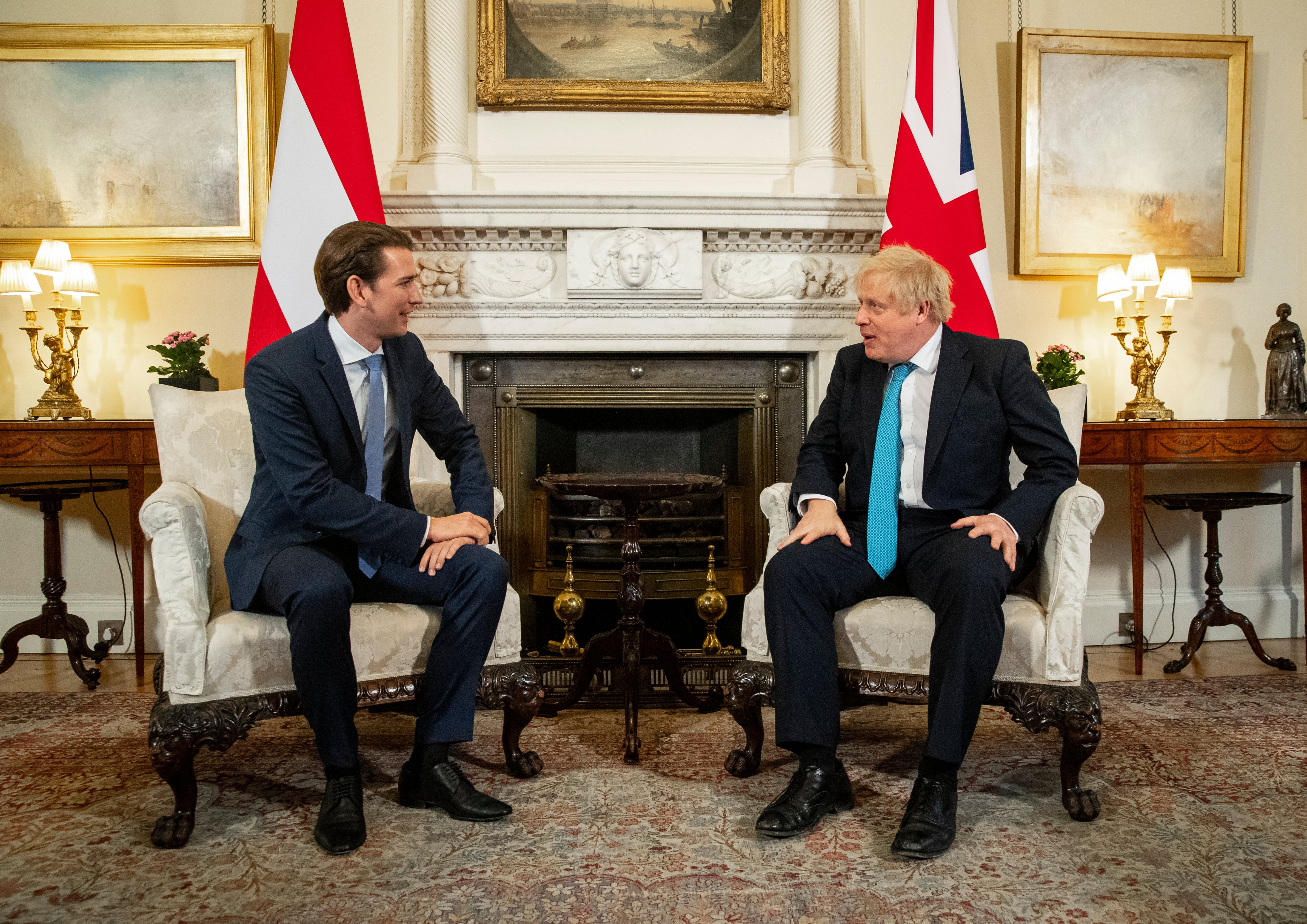
С Премьер-министром Великобритании Борисом Джонсоном. Лондон, 26 февраля 2020 года

На досрочных парламентских выборах в Австрии 15 октября 2017 года Австрийская народная партия, возглавляемая Курцем, заняла первое место. По результатам выборов Себастьян Курц был назначен на должность федерального канцлера Австрии.
15 декабря 2017 года Курц достиг коалиционного соглашения с правой Австрийской партией свободы, в соответствии с которым та получила портфели ключевых министров обороны, иностранных и внутренних дел. 18 декабря 2017 года Курц принёс присягу, став самым молодым главой правительства в мире из находившихся в должности на тот момент.
27 мая 2019 года парламент Австрии вынес вотум недоверия Себастьяну Курцу в связи со скандалом Ибица-гейт. Это первый с 1945 года случай, когда парламент страны сместил канцлера. На следующий день Курц принял решение уйти в отставку.
На досрочных парламентских выборах, прошедших 29 сентября 2019 года, Австрийская народная партия, возглавляемая Курцем, вновь одержала победу. 7 января 2020 года Курц во второй раз занял должность федерального канцлера Австрии.
Курц, несмотря на связанные с этим политические проблемы, придерживается открытой произраильской политики согласно своим убеждениям и моральным ценностям.

### Отставка
В начале октября 2021 года прокуратура начала расследование по обвинению Курца в коррупции. Курц и ещё несколько его приближённых подозреваются в том, что за государственный счёт платили редакции одного из австрийских таблоидов Österreich за благоприятные публикации. Курц назвал обвинения в подкупе журналистов ложными и, в ожидании объективного расследования, 9 октября 2021 года подал в отставку и передал свою должность министру иностранных дел Австрии Александру Шалленбергу.
В ноябре 2021 года Курца лишили депутатской неприкосновенности. В декабре того же года он официально объявил о том, что покидает пост председателя Австрийской народной партии и уходит из политики.
В 2022 году выпустил книгу мемуаров «Поговорим о политике».
23 февраля 2024 года осуждён на 8 месяцев условно за дачу ложных показаний

## Награды
- Кавалер ленты ордена Республики Сербия (4 сентября 2021 года, Белград, Сербия)